# Çöplüavutmuş, Alaca
Çöplüavutmuş là một xã thuộc huyện Alaca, tỉnh Çorum, Thổ Nhĩ Kỳ. Dân số thời điểm năm 2010 là 26 người.